# Tachosa una
Tachosa una là một loài bướm đêm trong họ Erebidae.